# Tatort: Am Ende des Tages
Am Ende des Tages ist ein deutscher Fernsehfilm des Hessischen Rundfunks aus der ARD-Krimireihe Tatort. Der 18. Fall der Frankfurter Ermittler Dellwo und Sänger aus dem Jahr 2010 war der letzte gemeinsame Fall des Ermittlerduos. Die beiden Kommissare versuchen die Unschuld ihres Ex-Chefs Rudi Fromm zu beweisen, der unter Mordverdacht steht. Ein entlassener Häftling übt schonungslos Rache und tötet drei unbeteiligte Menschen, darunter Fromms Geliebte. Obwohl die Rahmenhandlung sehr gewalttätig und emotional erscheint, ist es ein eher ruhiger Abgang der beiden Kommissare.

## Handlung
Rudi Fromm, der Leiter der Mordkommission Frankfurt, verbringt die Stunden vor seiner Verabschiedung in den Ruhestand mit seiner Geliebten Bea Ziegler. Ein Mann dringt in die Wohnung ein und erschießt Bea Ziegler vor Fromms Augen mit dessen Dienstwaffe. Der taucht sofort unter, um den flüchtigen Mörder zu finden und seine eigene Unschuld zu beweisen.
Dellwo und Sänger werden zum Tatort gerufen und finden ein Foto, auf dem ihr Chef zu sehen ist. Sie wollen ihm die Nachricht vom Tod seiner Bekannten bringen und sind verwundert, ihn zu Hause nicht anzutreffen. Seine Frau schildert, dass er erst am Morgen nach Hause gekommen sei und auffallend blass war. Kurz darauf wird Fromms Dienstwaffe als die Tatwaffe ermittelt und Staatsanwalt Dr. Scheer beauftragt Dellwo und Sänger, Fromm so schnell wie möglich zu finden, bevor eine Fahndung eingeleitet werden muss.
Fromm begibt sich auf die Suche nach dem Mörder und ist sichtlich angeschlagen von dem Geschehenen. Er geht nachts ins Archiv des Präsidiums und sucht nach seinen alten Fällen. Er wird schnell fündig: Nikolaus Graf hatte er vor 20 Jahren ins Gefängnis gebracht und nun scheint dieser sich rächen zu wollen. Graf hatte in den 70er- und 80er-Jahren zusammen mit seiner Frau Regina eine Serie von brutalen Banküberfällen begangen. Fromm hatte ihn damals gestellt und dabei war Grafs Frau umgekommen, die zu dem Zeitpunkt auch noch schwanger war.
Sänger trifft in einer Bar zufällig auf Nikolaus Graf und erfährt von dem Besitzer Bruno Swoboda, dass Fromm am selben Tag bei ihm war. Daher ist sie davon überzeugt, dass ihr ehemaliger Chef auf eigene Faust ermittelt. Am nächsten Tag sieht sie sich die alten Fälle an, die Fromm in seiner Dienstzeit bearbeitet hat und stellt fest, dass die Akte von Nikolaus Graf fehlt. Als sie sich ein Foto von Graf besorgt und dies betrachtet, stellt sie fest, dass das der Mann ist, dem sie am Abend zuvor in der Bar begegnet ist. Somit ist klar, dass sie auch diesen Mann finden müssen, wenn sie Fromms Unschuld beweisen wollen.
Kurz darauf wird die Leiche von Bruno Swoboda gefunden, der ebenfalls mit Fromms Dienstwaffe erschossen wurde. Da Fromms Tochter Katrin den Ermittlern verrät, wo sie ihren Vater finden können, können sie ihn festnehmen und befragen. Katrin ist Schauspielerin an einem Theater und wird nach einer Abendvorstellung von Graf erstochen. Als die Ermittler Fromm die Nachricht vom Tod seiner Tochter überbringen müssen, erleidet dieser einen Herzinfarkt. Im Krankenhaus will er jedoch nicht bleiben und lässt sich von seiner Frau, von der er sonst getrennt lebt, nach Hause bringen. Fromm soll Polizeischutz erhalten, lehnt das jedoch ab, weil er meint, Graf ungeschützt besser anlocken zu können.
Auf Katrins Beerdigung kommt Graf auf Fromm zu und erklärt ihm, dass er sehen möchte, wie er leidet. Aber er macht ihm auch einen Vorschlag und verschwindet sofort wieder. Fromm wendet sich daraufhin an Scheer und wird offiziell als freier Mitarbeiter eingesetzt. Graf lockt Fromm zu sich, und obwohl Dellwo und Sänger ihn observieren, kann er sie abschütteln. Kurz darauf fallen Schüsse und beide Kontrahenten stehen sich mit gezogenen Pistolen auf einer Brücke gegenüber. Dellwo und Sänger stehen indessen jeweils in Schusslinie hinter den beiden. Dellwo schießt Fromm ins Bein, woraufhin dieser zu Boden stürzt und Graf verwundert meint: „Ich hab nicht geschossen.“ Daraufhin erschießt er sich selbst. Zurück bleibt ein gebrochener Rudi Fromm. Fritz Dellwo und Charlotte Sänger beschließen, gemeinsam in den Urlaub zu fahren, die weiteren Schicksale bleiben offen.

## Rezeption

### Einschaltquoten
Die Erstausstrahlung von Am Ende des Tages am 5. September 2010 wurde in Deutschland insgesamt von 7,61 Millionen Zuschauern gesehen und erreichte einen Marktanteil von 22,3 % für Das Erste; in der Gruppe der 14- bis 49-jährigen Zuschauer konnten 2,46 Millionen Zuschauer und ein Marktanteil von 16,9 % erreicht werden.

### Kritiken
Die Kritiken zu diesem Tatort fallen überwiegend positiv aus.
Christian Buß bei Spiegel.de ist beeindruckt, denn „so schmeichelhaft hatte die Reihe Frankfurt sonst nie zuvor ins Bild gesetzt. [...] Wie in keinem anderen „Tatort“ wurde die Topografie des Reviers mit dessen psychoökonomischen Eigenheiten als Finanzmetropole verhandelt.“
Freddy Langer bei Faz.net beschäftigt sich vorwiegend mit dem Abschied der Ermittler nach acht Jahren und meint, es ist „nicht der schlechteste Schluss für eine „Tatort“-Mannschaft, deren künstlerische Energie sich mehr als einmal während der Dreharbeiten in Frankfurt in kleinen Explosionen entladen hat.“
Rainer Tittelbach von tittelbach.tv lobt diesen Frankfurter Tatort und schreibt: „Für den Abgang des besten „Tatort“-Teams des letzten Jahrzehnts hat sich der HR erwartungsgemäß einen ungewöhnlichen Fall ausgedacht.“ Der „Ex-Chef Fromm steht unter Mordverdacht. Dennoch verabschieden sich die „Tatort“-Tiefgründler zwischenzeitlich geradezu launig (und selbstreferentiell) von ihren Zuschauern. [...] [Auch wenn] Titus Selges und Frank Blaus Kamerakonzept [...] mit viel Schatten und Gegenlicht spielt,[...][und] ein wenig aus der Reihe getanzt. So aber kommt es dann doch noch zum Showdown auf einer Main-Brücke – bei dem „Am Ende des Tages“ plötzlich doch wieder alles möglich erscheint.“

„Es ist der Schauspieler Peter Lerchbaumer als Rudi Fromm, der diesem Film seine enorme Wirkung gibt, ein alter Mann, für den nichts jemals mehr gut wird. Er schaut genau in das Böse hinein. Womöglich ist es die Rache für viele belanglose Fernsehkrimis: Abschied ist ein bisschen wie sterben.“

„Die Bilder sind düster, die Aussichten trostlos, die Morde sind kaltblütig, die Kommissare verzweifelt. Und doch taucht in dieser kühlen Trostlosigkeit hin und wieder ein Fünkchen Wärme auf. Titus Selge (Buch und Regie) verabschiedet das Frankfurter Ermittlerduo mit einem sehr guten, aber ganz und gar unglamourösen Krimi.“